# Tobias Dürr
Tobias Dürr (ur. 30 stycznia 1975 roku w Reutlingen) – niemiecki aktor telewizyjny.

## Życiorys
W 1989 roku gościnnie wystąpił w serialu Lindenstraße jako nastolatek Michael. W 2000 ukończył studia na Stage School w Hamburgu. Jego pierwszą rolą teatralną był Benvolio w spektaklu Romeo i Julia w Hamburg Mct-Theater. W latach 2001–2003 był zatrudniony w Landesbühne Wilhelmshaven. Tam pokazał swoją wszechstronność m.in. w: Kleiner Mann – was nun? (I cóż dalej, szary człowieku?) Hansa Fallady, Kiss Me Kate (Całuj mnie, Kate) Cole Portera czy Wesele Figara Pierre’a Beaumarchais’go. Następnie pracował jako niezależny aktor i grał w teatrach w Wiedniu, Wilhelmshaven Singen, Ludwigsburg, Essen i Hamburgu, a także w teatrze na Effingerstrasse w Bernie. W Schwäbisch Hall grał trzy role w Hamlecie – Fortinbrasa, różaniec i grabarza.
Wraz z Bremer Shakespeare Company gościł w Gdańskim Teatrze Szekspirowskim z przedstawieniem Doktor Faustus Christophera Marlowe'a
W latach 2006−2010 był związany z Shakespeare Company w Bremie.
Od 2010 grał postać Marka Zastrowa w telenoweli ARD Burza uczuć (Sturm der Liebe), do której powrócił się w czerwcu 2011 roku.

## Filmografia

### Seriale TV
- 1989: Lindenstraße jako Michael Beckmann
- 1990: Lindenstraße jako Michael Beckmann
- 2007: Die Rosenheim-Cops jako Holger Kurzhans
- 2008: 112 – na każde wezwanie (112 - Sie retten Dein Leben) jako Tobias Wenke
- 2010–2011: Burza uczuć (Sturm der Liebe) jako Mark Zastrow